# Belagumba, Magadi
Belagumba là một làng thuộc tehsil Magadi, huyện Ramanagara, bang Karnataka, Ấn Độ.